# Brigitte Bierlein
Brigitte Bierlein (ur. 25 czerwca 1949 w Wiedniu, zm. 3 czerwca 2024 tamże) – austriacka prawniczka i polityk, prokurator, w latach 2003–2018 wiceprezes, następnie do 2019 prezes Trybunału Konstytucyjnego, w latach 2019–2020 kanclerz Austrii.

## Życiorys
W 1971 ukończyła studia prawnicze na Uniwersytecie Wiedeńskim. W 1975 zdała egzamin sędziowski, po czym podjęła praktykę orzeczniczą w jednym z sądów w Wiedniu. W 1977 przeszła do wiedeńskiej prokuratury (Staatsanwaltschaft Wien), gdzie zajmowała się sprawami karnymi. W 1986 awansowała do prokuratury wyższego rzędu w Wiedniu (Oberstaatsanwaltschaft Wien), w 1987 czasowo pracowała w departamencie prawa karnego Federalnego Ministerstwa Sprawiedliwości. W 1990 przeszła do Prokuratury Generalnej usytuowanej przy Sądzie Najwyższym, gdzie pracowała do 2002. Od 2001 do 2003 była prezesem stowarzyszenia austriackich prokuratorów (Vereinigung Österreichischer Staatsanwältinnen und Staatsanwälte), wchodziła w skład władz Międzynarodowego Stowarzyszenia Prokuratorów.
W 2002 rząd Wolfganga Schüssela wysunął jej kandydaturę na funkcję wiceprezesa Trybunału Konstytucyjnego; stanowisko to objęła po otrzymaniu nominacji w styczniu 2003. Urząd ten sprawowała do lutego 2018, po czym została nowym prezesem austriackiego sądu konstytucyjnego (jako pierwsza kobieta w historii Austrii).
27 maja 2019, wkrótce po wybuchu dotyczącej głównie lidera Wolnościowej Partii Austrii tzw. afery z Ibizy, parlament głosami SPÖ i niedawnego koalicjanta z FPÖ przegłosował wotum nieufności wobec chadeckiego rządu Sebastiana Kurza, co rozpoczęło procedurę dymisji i wymusiło powołanie gabinetu technicznego do czasu zapowiedzianych już przedterminowych wyborów. 30 maja, po uzgodnieniach między frakcjami w Radzie Narodowej, prezydent Alexander Van der Bellen desygnował Brigitte Bierlein na urząd kanclerza. 3 czerwca dokonał zaprzysiężenia jej przejściowego eksperckiego rządu. Brigitte Bierlein stała się pierwszą kobietą, która stanęła w Austrii na czele gabinetu. Zakończyła urzędowanie 7 stycznia 2020, kiedy to Sebastian Kurz ponownie objął stanowisko kanclerza.

## Odznaczenia
- Wielka Złota na Wstędze Odznaka Honorowa za Zasługi dla Republiki Austrii (2021)[9]
- Wielka Srebrna Odznaka Honorowa za Zasługi dla Republiki Austrii (2005)[3][10]
- Krzyż Wielki Orderu Zasługi Republiki Włoskiej (Włochy, 2020)[11]
- Krzyż Wielki II Klasy Orderu Zasługi Republiki Federalnej Niemiec (Niemcy, 2022)[12]